# Myrsilos
Myrsilos (grekiska Μυρσίλος) var en forngrekisk historieskrivare från Methymna på ön Lesbos. Han levde på 200-talet f.Kr. och författade en krönika över sin fäderneö samt "Underliga historier". Myrsilos citeras av Dionysios från Halikarnassos, som från honom hämtat åtskilliga av sina uppgifter angående pelasgerna.